# Bengaluru Football Club 2024-2025
Questa voce raccoglie le informazioni riguardanti il Bengaluru nelle competizioni ufficiali della stagione 2024-2025.

## Maglie e sponsor
| Casa | Trasferta | Terza |

## Organico

### Rosa
| N. |                      | Ruolo | Calciatore            |
| -- | -------------------- | ----- | --------------------- |
| 1  | India (bandiera)     | P     | Gurpreet Singh Sandhu |
| 2  | India (bandiera)     | D     | Rahul Bheke           |
| 4  | India (bandiera)     | D     | Chinglensana Singh    |
| 5  | Australia (bandiera) | D     | Aleksandar Jovanović  |
| 6  | India (bandiera)     | C     | Harsh Patre           |
| 7  | Australia (bandiera) | C     | Ryan Dale Williams    |
| 8  | India (bandiera)     | C     | Suresh Singh Wangjam  |
| 9  | India (bandiera)     | A     | Sivasakthi Narayanan  |
| 10 | Spagna (bandiera)    | C     | Alberto Noguera       |
| 11 | India (bandiera)     | A     | Sunil Chhetri         |
| 12 | India (bandiera)     | D     | Mohamed Salah         |
| 15 | India (bandiera)     | D     | Clarence Fernandes    |
| 16 | India (bandiera)     | A     | Monirul Molla         |
| 17 | Spagna (bandiera)    | C     | Édgar Méndez          |

| N. |                      | Ruolo | Calciatore          |
| -- | -------------------- | ----- | ------------------- |
| 18 | Spagna (bandiera)    | D     | Pedro Capó          |
| 19 | India (bandiera)     | A     | Holicharan Narzary  |
| 21 | India (bandiera)     | C     | Shreyas Katkar      |
| 22 | India (bandiera)     | P     | Sahil Poonia        |
| 23 | India (bandiera)     | C     | Lalremtluanga Fanai |
| 24 | India (bandiera)     | A     | Rohit Danu          |
| 25 | India (bandiera)     | C     | Namgyal Bhutia      |
| 27 | India (bandiera)     | D     | Nikhil Poojari      |
| 28 | India (bandiera)     | P     | Lalthuammawia Ralte |
| 29 | India (bandiera)     | D     | Chingambam Sing     |
| 30 | Argentina (bandiera) | A     | Jorge Pereyra Díaz  |
| 31 | India (bandiera)     | C     | Vinith Venkatesh    |
| 32 | India (bandiera)     | C     | Naorem Roshan Singh |

### Altri giocatori
| N. |                  | Ruolo | Calciatore      |
| -- | ---------------- | ----- | --------------- |
|    | India (bandiera) | D     | Jessel Carneiro |

| N. |  | Ruolo | Calciatore |
| -- |  | ----- | ---------- |

### Staff tecnico
- Gerard Zaragoza - Allenatore
- Sebastián Vega - Assistente allenatore
- Renedy Singh - Assistente allenatore
- David Preece - Allenatore portieri
- Diwakar Manohar - Preparatore fitness
- Albert Roca - Consulente tecnico

## Calciomercato
| Acquisti | Acquisti              | Acquisti        | Acquisti      |
| R.       | Nome                  | da              | Modalità      |
| -------- | --------------------- | --------------- | ------------- |
| P        | Lalthuammawia Ralte   | Odisha          | Definitivo    |
| P        | Lara Sharma           | Kerala Blasters | Fine prestito |
| P        | Gurpreet Singh Sandhu |                 |               |
| P        | Sahil Poonia          |                 |               |
| D        | Rahul Bheke           | Mumbai City     | Definitivo    |
| D        | Aleksandar Jovanović  |                 |               |
| D        | Mohamed Salah         | Punjab FC       | Definitivo    |
| D        | Chinglensana Singh    |                 |               |
| D        | Jessel Carneiro       |                 |               |
| D        | Nikhil Poojari        |                 |               |
| D        | Chingambam Sing       |                 |               |
| D        | Pedro Capó            | Eldense         | Definitivo    |
| D        | Clarence Fernandes    | Bengaluru B     | Definitivo    |
| C        | Alberto Noguera       | Mumbai City     | Definitivo    |
| C        | Ryan Dale Williams    |                 |               |
| C        | Ajay Chhetri          | East Bengal     | Fine prestito |
| C        | Vinith Venkatesh      | Bengaluru B     | Definitivo    |
| C        | Édgar Méndez          | Necaxa          | Definitivo    |
| C        | Naorem Roshan Singh   |                 |               |
| C        | Harsh Patre           |                 |               |
| C        | Suresh Singh Wangjam  |                 |               |
| C        | Namgyal Bhutia        |                 |               |
| C        | Lalremtluanga Fanai   |                 |               |
| C        | Shreyas Katkar        | Bengaluru B     | Definitivo    |
| A        | Jorge Pereyra Díaz    | Mumbai City     | Definitivo    |
| A        | Sunil Chhetri         |                 |               |
| A        | Holicharan Narzary    |                 |               |
| A        | Rohit Danu            |                 |               |
| A        | Sivasakthi Narayanan  |                 |               |
| A        | Monirul Molla         |                 |               |

| Cessioni | Cessioni             | Cessioni           | Cessioni   |
| R.       | Nome                 | a                  | Modalità   |
| -------- | -------------------- | ------------------ | ---------- |
| P        | Amrit Gope           |                    | Svincolato |
| P        | Vikram Lahkbir Singh |                    | Svincolato |
| P        | Lara Sharma          | FC Goa             | Definitivo |
| D        | Slavko Damjanović    |                    | Svincolato |
| D        | Keziah Veendorp      |                    | Svincolato |
| D        | Ricky Meetei         | Odisha             | Prestito   |
| C        | Rohit Kumar          | Odisha             | Definitivo |
| C        | Robin Yadav          |                    | Svincolato |
| C        | Amay Morajkar        |                    | Svincolato |
| C        | Javi Hernández       |                    | Svincolato |
| C        | Shankar Sampingiraj  |                    | Svincolato |
| C        | Parag Shrivas        |                    | Svincolato |
| C        | Ajay Chhetri         | Sreenidi Deccan    | Definitivo |
| A        | Edmund Lalrindika    | Inter Kashi        | Definitivo |
| A        | Oliver Drost         |                    | Svincolato |
| A        | Jayesh Rane          | Mumbai City        | Definitivo |
| A        | Salam Johnson Singh  | Sporting Bengaluru | Prestito   |
| A        | Ashish Jha           | Bengaluru B        | Definitivo |

### Mercato invernale
| Acquisti | Acquisti | Acquisti | Acquisti |
| R.       | Nome     | da       | Modalità |
| -------- | -------- | -------- | -------- |

| Cessioni | Cessioni        | Cessioni       | Cessioni   |
| R.       | Nome            | a              | Modalità   |
| -------- | --------------- | -------------- | ---------- |
| D        | Jessel Carneiro | Wayanad United | Definitivo |
| A        | Monirul Molla   | Rajasthan Utd  | Prestito   |

## Risultati

### Indian Super League
| Arbitro: | John C. |

|                      |           |  |
| Vinith Venkatesh 26’ | Marcatori |  |

| Arbitro: | Nagvenkar T. |

|                                                |           |  |
| Rahul Bheke 5’ Sunil Chhetri 85’ (Rig.), 90+4’ | Marcatori |  |

| Arbitro: | Purkayastha A. |

|                                                                   |           |  |
| Édgar Méndez 9’ Suresh Singh Wangjam 20’ Sunil Chhetri 51’ (Rig.) | Marcatori |  |

| Mumbai 2 ottobre 2024, ore 16:00 UTC+5:30 4ª giornata | Mumbai City | 0 – 0 referto | Bengaluru | Mumbai Football Arena\| Arbitro: \| Nathan S. \| |
| Arbitro:                                              | Nathan S.   |               |           |                                                  |

| Arbitro: | Mohamed J. |

|                         |           |  |
| Naorem Roshan Singh 43’ | Marcatori |  |

| Arbitro: | Nagvenkar T. |

|                            |           |                                               |
| Jesús Jiménez 45+2’ (Rig.) | Marcatori | 8’ Jorge Pereyra Díaz 74’, 90+4’ Édgar Méndez |

| Arbitro: | Purkayastha A. |

|                                                            |           |  |
| Armando Sadiku 63’ Brison Fernandes 72’ Dejan Dražić 90+3’ | Marcatori |  |

| Arbitro: | Mondal P. |

|                                            |           |                           |
| Alberto Noguera 11’ Ryan Dale Williams 70’ | Marcatori | 8’, 14’ Alaeddine Ajaraie |

| Arbitro: | Crystal J. |

|                       |           |                                                     |
| César Lobi Manzoki 8’ | Marcatori | 82’ (Rig.) Sunil Chhetri 90+9’ (A.g.) Florent Ogier |

| Arbitro: | Purkayastha A. |

|                                                                       |           |                                    |
| Jerry Mawihmingthanga 10’ Mourtada Fall 27’ Diego Maurício 45+3’, 60’ | Marcatori | 52’ Sunil Chhetri 88’ Édgar Méndez |

| Bengaluru 7 dicembre 2024, ore 15:00 UTC+5:30 11ª giornata                                                                     | Bengaluru | 4 – 2 referto                            | Kerala Blasters | Sree Kanteerava Stadium |
| \| \| \| \| \| Sunil Chhetri 8’, 73’, 90+8’ Ryan Dale Williams 38’ \| Marcatori \| 56’ Jesús Jiménez 67’ Freddy Lallawmawma \| |           |                                          |                 |                         |
| |           |                                          |                 |                         |
| Sunil Chhetri 8’, 73’, 90+8’ Ryan Dale Williams 38’                                                                            | Marcatori | 56’ Jesús Jiménez 67’ Freddy Lallawmawma |                 |                         |

| Arbitro: | Kundu H. |

|                                               |           |                                     |
| Ryan Dale Williams 71’ Jorge Pereyra Díaz 83’ | Marcatori | 7’ Sandesh Jhingan 66’ Sahil Tavora |

| Arbitro: | Mondal P. |

|                                           |           |                                                                               |
| Irfan Yadwad 19’ Lalrinliana Hnamte 45+2’ | Marcatori | 16’, 68’ Ryan Dale Williams 43’ Sunil Chhetri 82’ (A.g.) Laldinliana Renthlei |

| Arbitro: | Venkatesh R. |

|                                      |           |                     |
| Jordan Murray 84’ Muhammed Uvais 90’ | Marcatori | 19’ Alberto Noguera |

| Arbitro: | John C. |

|  |           |                      |
|  | Marcatori | 88’ Mirjalol Kasimov |

| Arbitro: | Banerjee P. |

|                        |           |                   |
| Devendra Murgaokar 21’ | Marcatori | 78’ Sunil Chhetri |

| Arbitro: | Mondal P. |

|                                        |           |                                                                 |
| Édgar Méndez 9’ (10) Sunil Chhetri 13’ | Marcatori | 29’ (Rig.), 38’ (Rig.) Diego Maurício 50’ Jerry Mawihmingthanga |

| Arbitro: | Kumar Gupta R. |

|                   |           |  |
| Liston Colaco 74’ | Marcatori |  |

| Arbitro: | Venkatesh R. |

|                                                             |           |                                    |
| Asmir Suljić 55’ (Rig.) Filip Mrzljak 79’ Luka Majcen 90+6’ | Marcatori | 49’ Édgar Méndez 90+2’ Rahul Bheke |

| Bengaluru 9 febbraio 2025, ore 15:00 UTC+5:30 21ª giornata                  | Bengaluru | 3 – 0 referto | Jamshedpur | Sree Kanteerava Stadium (10 154 spett.) |
| \| \| \| \| \| Édgar Méndez 43’ Alberto Noguera 57’, 82’ \| Marcatori \| \| |           |               |            |                                         |
|                                                                             |           |               |            |                                         |
| Édgar Méndez 43’ Alberto Noguera 57’, 82’                                   | Marcatori |               |            |                                         |

| Arbitro: | Kumar Gupta R. |

|  |           |                                           |
|  | Marcatori | 3’ Ryan Dale Williams 81’ Alberto Noguera |

| Arbitro: | Purkayastha A. |

|                 |           |  |
| Rahul Bheke 37’ | Marcatori |  |

| Arbitro: | Kundu H. |

|                   |           |                            |
| Raphaël Bouli 11’ | Marcatori | 90+1’ (Rig.) Sunil Chhetri |

| Arbitro: | Venkatesh R. |

|  |           |                                                   |
|  | Marcatori | 8’ Lallianzuala Chhangte 37’ (Rig.) Nikos Karelīs |

#### Andamento in campionato
| Giornata  | 1 | 2 | 3 | 4 | 5 | 6 | 7 | 8 | 9 | 10 | 11 | 12 | 13 | 14 | 15 | 16 | 17 | 18 | 19 | 20 | 21 | 22 | 23 | 24 | 25 | 26 |
| --------- | - | - | - | - | - | - | - | - | - | -- | -- | -- | -- | -- | -- | -- | -- | -- | -- | -- | -- | -- | -- | -- | -- | -- |
| Luogo     | C | C | C | T | C | T | T | C | T | T  | C  | C  | X  | T  | T  | C  | T  | C  | T  | T  | C  | X  | T  | C  | T  | C  |
| Risultato | V | V | V | N | V | V | P | N | V | P  | V  | N  | X  | V  | P  | P  | N  | P  | P  | P  | V  | X  | V  | V  | N  | P  |
| Posizione | 4 | 1 | 1 | 1 | 1 | 1 | 1 | 1 | 1 | 2  | 2  | 2  | 2  | 2  | 2  | 2  | 2  | 3  | 5  | 5  | 4  | 5  | 4  | 4  | 3  | 4  |

Legenda:

Luogo: C = Casa; T = Trasferta. Risultato: V = Vittoria; N = Pareggio; P = Sconfitta.

#### Qualificazione
| Arbitro: | Kundu H. |

| |           |  |
| Suresh Singh Wangjam 9’ Édgar Méndez 42’ (Rig.) Ryan Dale Williams 62’ Sunil Chhetri 76’ Jorge Pereyra Díaz 83’ | Marcatori |  |

#### Semifinale
| Arbitro: | Purkayastha A. |

|                                             |           |  |
| Sandesh Jhingan 42’ (A.g.) Édgar Méndez 51’ | Marcatori |  |

| Arbitro: | Nathan S. |

|                                      |           |                     |
| Borja Herrera 49’ Armando Sadiku 88’ | Marcatori | 90+2’ Sunil Chhetri |

#### Finale
| Calcutta 12 aprile 2025, ore 16:00 UTC+5:30                                                       | Mohun Bagan SG | 2 – 1 (d.t.s.) referto | Bengaluru | Salt Lake Stadium |
| \| \| \| \| \| Jason Cummings 72’ (Rig.) Jamie Maclaren 96’ \| Marcatori \| 49’ (A.g.) Alberto \| |                |                        |           |                   |
|                                                                                                   |                |                        |           |                   |
| Jason Cummings 72’ (Rig.) Jamie Maclaren 96’                                                      | Marcatori      | 49’ (A.g.) Alberto     |           |                   |

| Mohun Bagan SG | Bengaluru |

|                       |    |                      |       |      |
|                       |    |                      |       |      |
| GK                    | 1  | Vishal Kaith         |       |      |
| RB                    | 44 | Asish Rai            |       |      |
| CB                    | 5  | Tom Aldred           |       |      |
| CB                    | 21 | Alberto              |       |      |
| LB                    | 15 | Subashish Bose (c)   |       | 91’  |
| CM                    | 6  | Anirudh Thapa        |       | 62’  |
| CM                    | 45 | Lalengmawia          | 90+3’ |      |
| RW                    | 17 | Liston Colaco        |       | 62’  |
| AM                    | 35 | Jason Cummings       |       | 81’  |
| LW                    | 11 | Manvir Singh         |       |      |
| CF                    | 29 | Jamie Maclaren       |       | 102’ |
| A disposizione:       |    |                      |       |      |
| FW                    | 72 | Suhail Bhat          |       |      |
| DF                    | 32 | Dippendu Biswas      |       |      |
| MF                    | 19 | Ashique Kuruniyan    | 113’  | 62’  |
| FW                    | 9  | Dimitri Petratos     |       | 102’ |
| MF                    | 18 | Sahal Abdul Samad    |       | 62’  |
| GK                    | 12 | Dheeraj Singh        |       |      |
| FW                    | 10 | Greg Stewart         | 111’  | 81’  |
| MF                    | 16 | Abhishek Suryavanshi |       |      |
| DF                    | 22 | Deepak Tangri        | 106’  | 91’  |
| Allenatore            |    |                      |       |      |
| José Francisco Molina |    |                      |       |      |

|                 |    |                       |      |      |
|                 |    |                       |      |      |
| GK              | 1  | Gurpreet Singh Sandhu |      |      |
| RB              | 25 | Namgyal Bhutia        |      | 60’  |
| CB              | 2  | Rahul Bheke           |      |      |
| CB              | 4  | Chinglensana Singh    |      |      |
| LB              | 32 | Naorem Roshan Singh   |      | 91’  |
| CM              | 10 | Alberto Noguera       |      |      |
| CM              | 18 | Pedro Capó            | 89’  |      |
| CM              | 8  | Suresh Singh Wangjam  |      |      |
| RW              | 7  | Ryan Dale Williams    |      | 114’ |
| CF              | 17 | Édgar Méndez          |      | 68’  |
| LW              | 11 | Sunil Chhetri (c)     |      |      |
| A disposizione: |    |                       |      |      |
| MF              | 23 | Lalremtluanga Fanai   |      | 60’  |
| DF              | 5  | Aleksandar Jovanović  |      |      |
| FW              | 9  | Sivasakthi Narayanan  | 119’ | 114’ |
| MF              | 6  | Harsh Patre           |      |      |
| FW              | 30 | Jorge Pereyra Díaz    | 85’  | 68’  |
| GK              | 28 | Lalthuammawia Ralte   |      |      |
| DF              | 12 | Mohamed Salah         |      | 92’  |
| DF              | 29 | Chingambam Sing       |      |      |
| MF              | 31 | Vinith Venkatesh      |      |      |
| Allenatore:     |    |                       |      |      |
| Gerard Zaragoza |    |                       |      |      |

### Super Cup
| Bhubaneswar 23 aprile 2025, ore 13:00 UTC+5:30 Ottavi di finale | Bengaluru            | 1 – 1 referto                      | Inter Kashi | Kalinga Stadium |
| \| \| \| \| \| Ryan Dale Williams 62’ \| Marcatori \| 88’ Matija Babovic \| \| Pereyra Williams Noguera Chhetri \| Tiri di rigore 3 – 5 \| Babovic Varghese Aritra Stojanović \| |                      |                                    |             |                 |
| |                      |                                    |             |                 |
| Ryan Dale Williams 62’ | Marcatori            | 88’ Matija Babovic                 |             |                 |
| Pereyra Williams Noguera Chhetri | Tiri di rigore 3 – 5 | Babovic Varghese Aritra Stojanović |             |                 |

### Durand Cup

#### 1º turno
| Arbitro: | Lakshay |

|                                                                        |           |  |
| Rahul Bheke 11’ Sunil Chhetri 42’ (Rig.) Jorge Pereyra Díaz 81’, 90+1’ | Marcatori |  |

| Arbitro: | Venkatesh R |

|                                     |           |                                                                     |
| Israfil Dewann 77’ Roy Mahitosh 90’ | Marcatori | 7’ Aleksandar Jovanović 22’ (A.g.) Dipu Halder 60’ Vinith Venkatesh |

| Arbitro: | Crystal John |

|                                                               |           |  |
| Édgar Méndez 17’ (Rig.) Alberto Noguera 77’ Sunil Chhetri 81’ | Marcatori |  |

#### Andamento in campionato
| Giornata  | 1 | 2 | 3 |  |
| --------- | - | - | - |  |
| Luogo     | C | T | C |  |
| Risultato | V | V | V |  |
| Posizione | 1 | 1 | 1 |  |

Legenda:

Luogo: C = Casa; T = Trasferta. Risultato: V = Vittoria; N = Pareggio; P = Sconfitta.

#### Quarti di finale
| Arbitro: | Aditya Purkayastha |

|                          |           |  |
| Jorge Pereyra Díaz 90+5’ | Marcatori |  |

### Semifinali
| Arbitro: | Venkatesh R |

|                                               |                      |                                               |
| Dimitri Petratos 68’ (Rig.) Anirudh Thapa 84’ | Marcatori            | 43’ (Rig.) Sunil Chhetri 50’ Vinith Venkatesh |
| Cummings Manvir Colaco Petratos Stewart       | Tiri di rigore 4 – 3 | Méndez Bheke Capó Narzary Jovanović           |